# Ematochezia
L'ematochezia (dal greco αἷμα, àima, "sangue" e χέζω, khézō, "defecare") è l'emissione di feci miste a sangue di colore rosso vivo. Si tratta di un rilievo che è letteralmente da riferirsi al verniciamento delle feci già formate presenti nell'ampolla rettale. 
Differisce dalla melena che è invece l'emissione di feci nere a causa del sangue digerito presente.

Differisce dalla rettorragia (o proctorragia) perché quest'ultima si riferisce ad una maggiore quantità di sangue presente nelle feci. La rettorragia è inoltre un sanguinamento che si è fatto strada attraverso il retto ma non necessariamente è dovuta a lesioni del retto. Tuttavia i due termini vengono spesso usati in modo intercambiabile per delineare la presenza di sangue di colore rosso vivo e acceso nelle feci. 
Può essere causata da varie patologie, quali ad esempio emorragia gastrointestinale, carcinoma dell'utero, emorroidi, tumori del retto, rettocolite ulcerosa, endometriosi.Può anche essere un effetto collaterale non frequente dopo interventi di embolizzazione prostatica (PAE Prostatic Artery Embolization).